# Pareas geminatus
Pareas geminatus — вид неотруйних змій родини Pareatidae. Описаний у 2020 році.

## Поширення
Вид поширений на півночі Лаосу і Таїланду, півдні Китаю (провінція Юньнань) та північному сході М'янми (Шанське нагір'я). Заселяє тропічні мусонні ліси з чітко визначеними сухими та вологими сезонами на висотах від 1160 до 2280 м над рівнем моря. Також вид реєстрували у сильно модифікованих вторинних місцях проживання з чайними плантаціями.

## Опис
Змія завдовжки до 56,6 см.